# 平枝榕
平枝榕（学名：Ficus prostrata）为桑科榕属的植物。分布在锡金、越南、印度东北部以及中国大陆的云南等地，生长于海拔1,200米的地区，常生于密林中，目前已由人工引种栽培。

## 别名
匍匐榕